# Diferenças irreconciliáveis
O conceito de diferenças irreconciliáveis proporciona possíveis fundamentos para o divórcio em várias jurisdições.

## Austrália
O direito de família australiano usa uma abordagem de divórcio sem culpa, e as diferenças irreconciliáveis são os únicos motivos para o divórcio, com a prova adequada de que o casal distanciado foram separados por mais de 12 meses.

## Estados Unidos
Nos Estados Unidos, este é um dos vários motivos possíveis. Muitas vezes, ele é usado como justificativa para um divórcio sem culpa. Em muitos casos, as diferenças irreconciliáveis eram os fundamentos originais e únicos para o divórcio sem culpa, como na Califórnia, que promulgou a primeira lei de divórcio puramente sem culpa nos Estados Unidos em 1969.